# Callidium subtuberculatus
Callidium subtuberculatus är en skalbaggsart som beskrevs av Pu 1992. Callidium subtuberculatus ingår i släktet Callidium och familjen långhorningar. Inga underarter finns listade.